# Stefano Bonucci
Benedetto Giustiniani (Arezzo, 1521 - Roma, 2 de janeiro de 1589) foi um cardeal do século XVII

## Biografia
Nasceu em Arezzo em 1521. De uma família muito pobre originalmente de Reggio, Lombardia. Filho de Ludovico Bonucci e Lucia Berghigni. Seu pai trabalhava com lã ou era pedreiro. Seu nome de batismo era Agostino. Seu sobrenome também está listado como Benucci.
Entrou muito jovem na Ordem dos Servos de Maria (Servitas). Mudou seu nome de batismo para Stefano. Obteve o título de magister ..
Ordenado (nenhuma informação encontrada). Ensinou teologia nas faculdades de Pádua e Bolonha. Procurador geral de sua ordem, 1551. Visitador apostólico de toda a ordem e provincial da Toscana. Teólogo no Concílio de Trento. Retornou a Roma e foi nomeado examinador do índice de livros proibidos e prior do convento de S. Marcelo. O Papa Pio V o enviou, juntamente com Felice Peretti Montalto, OFMConv., como parte da legação a latere do Cardeal Ugo Boncompagni à Espanha pela causa do Arcebispo Bartolomé Carranza de Toledo. Eleito superior geral de sua ordem em Cesena em 1572..
Eleito bispo de Alatri, em 23 de janeiro de 1573. Consagrado (sem informações encontradas). Transferido para a sede de Arezzo em 1º de outubro de 1574. O Papa Sisto V o chamou para residir no Vaticano e o nomeou consultor do Santo Ofício..
Criado cardeal sacerdote no consistório de 18 de dezembro de 1587; recebeu o chapéu vermelho e o título de Ss. Marcellino e Pietro, 15 de janeiro de 1588. Adoeceu em 26 de dezembro de 1588..
Morreu em Roma em 2 de janeiro de 1589, no mosteiro de sua ordem em Roma. Sepultado na igreja de S. Marcello, Roma. Quarenta e dois cardeais compareceram ao seu funeral..